# Horn (przylądek)

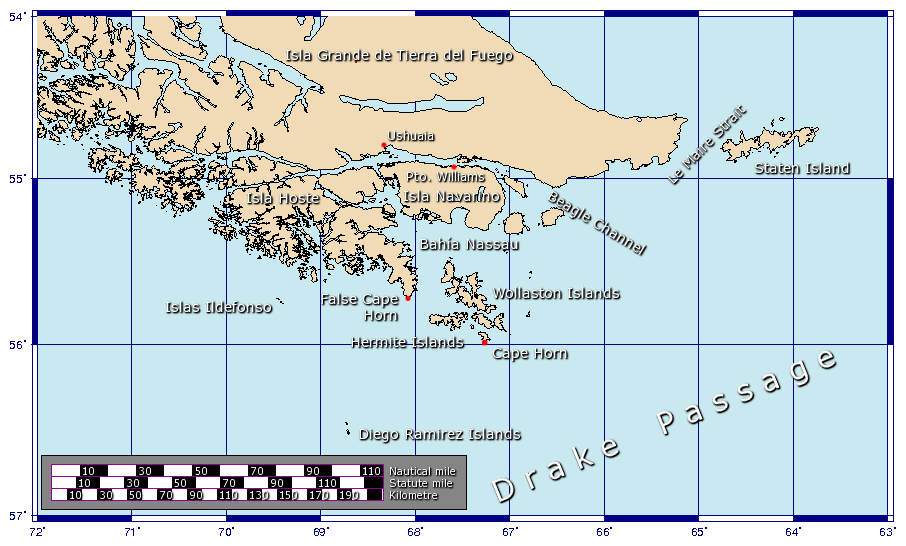

Horn (hiszp. Cabo de Hornos) − skalisty przylądek położony na wyspie Hornos, w archipelagu Ziemi Ognistej (Chile). Stanowi on najdalej na południe wysunięty punkt Ameryki Południowej (55°59' S, 67°16' W), natomiast najdalej wysuniętym na południe przylądkiem części kontynentalnej Ameryki Południowej jest przylądek Froward. Przylądek Horn wyznacza północną granicę Cieśniny Drake’a, a południk przechodzący przez przylądek Horn jest uznawany za granicę między Oceanem Spokojnym a Atlantykiem (czasami za południowy punkt tej granicy jest uznawana Snow Island). Przylądek Horn został tak nazwany przez holenderskiego żeglarza Willema Schoutena, który opłynął go jako pierwszy 29 stycznia 1616. Nadał mu nazwę Kaap Hoorn na cześć miasta Hoorn, z którego pochodził.
W 1945 roku został utworzony Park Narodowy Przylądka Horn.

## Żegluga wokół Hornu
Opłynięcie Przylądka Horn jest trudnym zadaniem, ze względu na panujące tu zwykle trudne warunki pogodowe. Tylko w 1905 r. zatonęły tu 43 żaglowce, a z 15 z nich nikt się nie uratował. Obecnie przepływającym statkom zadanie ułatwia utrzymywana przez Chile latarnia morska.
Otwarcie Kanału Panamskiego w 1914 roku spowodowało, że droga morska przez przylądek Horn straciła na znaczeniu. Mimo to, do tej pory jest uznawana za istotne osiągnięcie w żeglarstwie i stosunkowo mała grupa żeglarzy kontynuuje opływanie przylądka Horn, w szczególności w regatach dookoła świata. Większość z nich przepływa wokół wysp na północ od przylądka Horn, a część czeka na dobrą pogodę przy wyspie, a czasami opływa ją. Opłynięcie Przylądka Horn jachtem uważa się za żeglarski odpowiednik wspinaczki na Mount Everest. Pierwszym, który tego dokonał samotnie, był pochodzący z Kanady Amerykanin Joshua Slocum w trakcie pierwszego samotnego rejsu dookoła świata w 1895 r. na 11-metrowym jolu Spray, ale ponieważ zmuszony przez pogodę częściowo nawigował w kanałach między wyspami Przylądka Horn, dlatego za pierwszego, który rzeczywiście opłynął Horn "od zewnętrznej strony" na małej łodzi (13-metrowym jachcie Saoirse), uznawany jest Irlandczyk Edward Conor O'Brien, który tego dokonał w trakcie rejsu dokoła świata w latach 1923-25 - jednak nie samotnie, lecz z trzema członkami załogi. Jako pierwszy w ramach samotnego rejsu dookoła świata w pełni wzdłuż "ryczących czterdziestek" opłynął go w 1943 r. Argentyńczyk Vito Dumas na 10-metrowym keczu Lehg II. 
Ze względu na wiejące tu nieustannie zachodnie wiatry (zob. "wyjące pięćdziesiątki"), zachodzi zasadnicza różnica między opływaniem go od zachodu i od wschodu. Pierwszym, który samotnie opłynął go "pod wiatr" był Norweg Al Jansen na jachcie Mary Jane w 1934 r. 
Najmłodszą osobą, która go opłynęła samotnie, była 16-letnia Amerykanka Abby Sunderland w 2010 r., na 12-metrowym jachcie Wild Eyes, w ramach zakończonej niepowodzeniem na Oceanie Indyjskim próby dokonania najmłodszego samotnego opłynięcia świata. Kilka lat później jej rekord pobiła Australijka, Jessica Watson, której ta sztuka udała się przed ukończeniem 16 roku życia.  Pierwszą Polką, która opłynęła przylądek, była Iwona Maria Pieńkawa.
Kilka regat żeglarskich, m.in. Volvo Ocean Race, VELUX 5 Oceans Race oraz Vendée Globe wymaga opłynięcia przylądka Horn. Istnieją też trasy rekordów w prędkości opłynięcia świata, gdzie wymagane jest opłynięcie przylądka Horn.

## Klimat i pogoda
W grupie wysp należących do przylądka Horn nie ma stacji meteorologicznej. Istnieje stacja meteorologiczna w Ushuaia, 146 kilometrów na północ oraz na wyspie Isla Gonzalo w grupie wysp Diego Ramirez na 100 kilometrów od Przylądka Horn w Cieśninie Drake’a.
Silne wiatry w Cieśninie Drake’a i koło Przylądka Horn są związane z różnicą
temperatury pomiędzy Antarktydą i cieplejszym powietrzem w średnich szerokościach południowych. Ten gradient temperatury tworzy Antarktyczny Front Polarny i silne wiatry wiejące równoleżnikowo z zachodu na wschód koło równoleżnika 60S. Dodatkowym elementem jest efekt przyśpieszania wiatrów wchodzących do Cieśniny Drake’a z zachodu na wschód poprzez górzyste południowe Andy oraz przez górzysty Półwysep Antarktyczny.
Serwis Meteorologiczny Marynarki Chile (hiszp. Servicio Meteorológico de la Armada de Chile) przetwarza dane meteorologiczne z tego rejonu i rozprowadza mapy synoptyczne i ostrzeżenia pogodowe.